# Slovenjegoriški naddekanat
Slovenjegoriški naddekanat je rimskokatoliški naddekanat Nadškofije Maribor. 
Naddekanat (naddekanija) je ozemeljsko zaokrožena skupnost dveh ali več dekanij, ki so v pastoralno enoto povezane z namenom, da skupaj načrtujejo in usklajeno pastoralno delujejo v vseh župnijah področja, ki je povezano zaradi geografskih, kulturnih, gospodarskih in upravnih danosti. Naddekanijo vodi naddekan, ki je izvoljen izmed duhovnikov znotraj določene naddekanije. 

## Dekaniji
- Dekanija Jarenina
- Dekanija Lenart v Slovenskih goricah

## Zgodovina
Na predlog škofijske Pastoralne službe ter po posvetovanju in v skladu s sklepom Duhovniškega sveta dne 13.12.2006 je bila ustanovljena Slovenjegoriška naddekanija. 
S tem je bila Dekanija Jarenina izločena iz Mariborske naddekanije, Dekanija Lenart v Slovenskih goricah pa iz dotedanje Ptujsko - Slovenjegoriške naddekanije, ki je bila ob tem preimenovana v Ptujsko - Ormoško naddekanijo.
Na spletni strani Nadškofije Maribor je objavljeno: »v smislu preoblikovanja pastoralnih struktur v mariborski nadškofiji mesta naddekanov v obdobju 2021 - 2026 niso zasedena.« 